# Castelginest
Castelginest [kastɛlʒinɛst] est une commune française située dans le nord du département de la Haute-Garonne, en région Occitanie. Sur le plan historique et culturel, la commune est dans le Pays toulousain, qui s’étend autour de Toulouse le long de la vallée de la Garonne, bordé à l’ouest par les coteaux du Savès, à l’est par ceux du Lauragais et au sud par ceux de la vallée de l’Ariège et du Volvestre.
Exposée à un climat océanique altéré, elle est drainée par l'Hers-Mort, le ruisseau de Carles et par divers autres petits cours d'eau.
Castelginest est une commune urbaine qui compte 11 033 habitants en 2022, après avoir connu une forte hausse de la population depuis 1975. Elle appartient à l'unité urbaine de Toulouse et fait partie de l'aire d'attraction de Toulouse. Ses habitants sont appelés les Castelginestois ou  Castelginestoises.

## Géographie

### Localisation
La commune de Castelginest se trouve dans le département de la Haute-Garonne, en région Occitanie.
Elle se situe à 10 km à vol d'oiseau de Toulouse, préfecture du département. La commune fait en outre partie du bassin de vie de Toulouse.
Les communes les plus proches sont : 
Saint-Alban (1,5 km), Fonbeauzard (1,8 km), Aucamville (2,8 km), Launaguet (2,9 km), Pechbonnieu (2,9 km), Gratentour (3,1 km), Fenouillet (3,5 km), Saint-Loup-Cammas (3,6 km).
Sur le plan historique et culturel, Castelginest fait partie du pays toulousain, une ceinture de plaines fertiles entrecoupées de bosquets d'arbres, aux molles collines semées de fermes en briques roses, inéluctablement grignotée par l'urbanisme des banlieues.
Castelginest est limitrophe de sept autres communes.
Les communes limitrophes sont  Bruguières, Fonbeauzard, Gratentour, Launaguet, Pechbonnieu, Saint-Alban et Saint-Loup-Cammas.
| Bruguières  | Gratentour   |                   |
| Saint-Alban | Castelginest | Pechbonnieu       |
| Fonbeauzard | Launaguet    | Saint-Loup-Cammas |

### Hydrographie

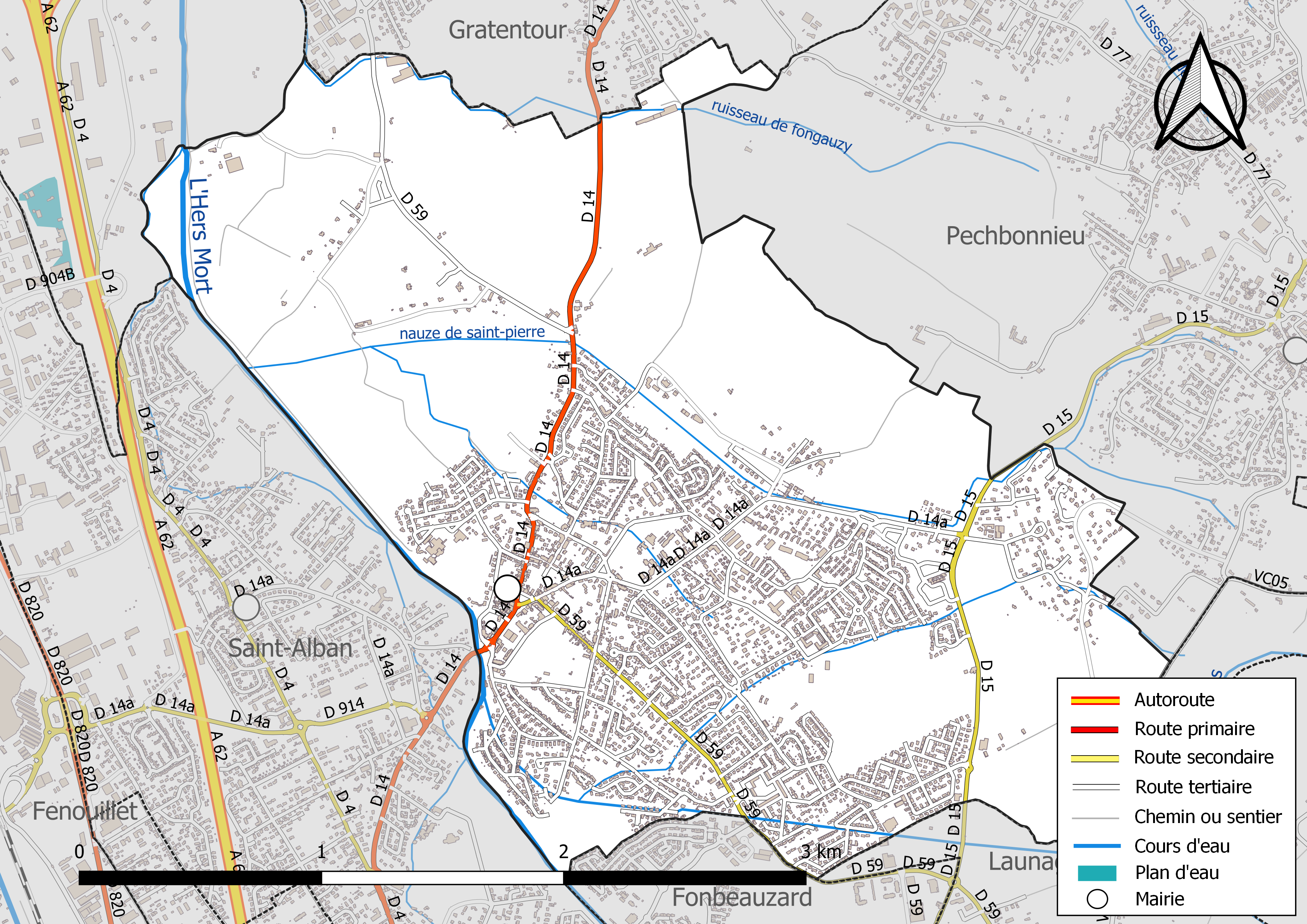
Réseaux hydrographique et routier de Castelginest.

La commune est dans le bassin de la Garonne, au sein du bassin hydrographique Adour-Garonne. Elle est drainée par l'Hers-Mort, le ruisseau de Carles, nauze de saint-pierre, le ruisseau de fongauzy et par divers petits cours d'eau, constituant un réseau hydrographique de 14 km de longueur totale,.
L'Hers-Mort, d'une longueur totale de 89,3 km, prend sa source dans la commune de Laurac et s'écoule du sud-est vers le nord-ouest. Il traverse la commune et se jette dans la Garonne à Grenade, après avoir traversé 40 communes.

### Climat
Pour des articles plus généraux, voir Climat de l'Occitanie et Climat de la Haute-Garonne.
En 2010, le climat de la commune est de type climat du Bassin du Sud-Ouest, selon une étude s'appuyant sur une série de données couvrant la période 1971-2000. En 2020, Météo-France publie une typologie des climats de la France métropolitaine dans laquelle la commune est exposée à un climat océanique altéré et est dans la région climatique Aquitaine, Gascogne, caractérisée par une pluviométrie abondante au printemps, modérée en automne, un faible ensoleillement au printemps, un été chaud (19,5 °C), des vents faibles, des brouillards fréquents en automne et en hiver et des orages fréquents en été (15 à 20 jours).
Pour la période 1971-2000, la température annuelle moyenne est de 13,6 °C, avec une amplitude thermique annuelle de 15,9 °C. Le cumul annuel moyen de précipitations est de 718 mm, avec 9,7 jours de précipitations en janvier et 5,5 jours en juillet. Pour la période 1991-2020, la température moyenne annuelle observée sur la station météorologique la plus proche, située sur la commune de Blagnac à 7 km à vol d'oiseau, est de 14,2 °C et le cumul annuel moyen de précipitations est de 627,0 mm,. Pour l'avenir, les paramètres climatiques de la commune estimés pour 2050 selon différents scénarios d'émission de gaz à effet de serre sont consultables sur un site dédié publié par Météo-France en novembre 2022.

### Milieux naturels et biodiversité
Aucun espace naturel présentant un intérêt patrimonial n'est recensé sur la commune dans l'inventaire national du patrimoine naturel,,.

## Urbanisme

### Typologie
Au 1er janvier 2024, Castelginest est catégorisée grand centre urbain, selon la nouvelle grille communale de densité à sept niveaux définie par l'Insee en 2022.
Elle appartient à l'unité urbaine de Toulouse, une agglomération inter-départementale regroupant 81  communes, dont elle est une commune de la banlieue,,. Par ailleurs la commune fait partie de l'aire d'attraction de Toulouse, dont elle est une commune du pôle principal,. Cette aire, qui regroupe 527 communes, est catégorisée dans les aires de 700 000 habitants ou plus (hors Paris),.

### Occupation des sols

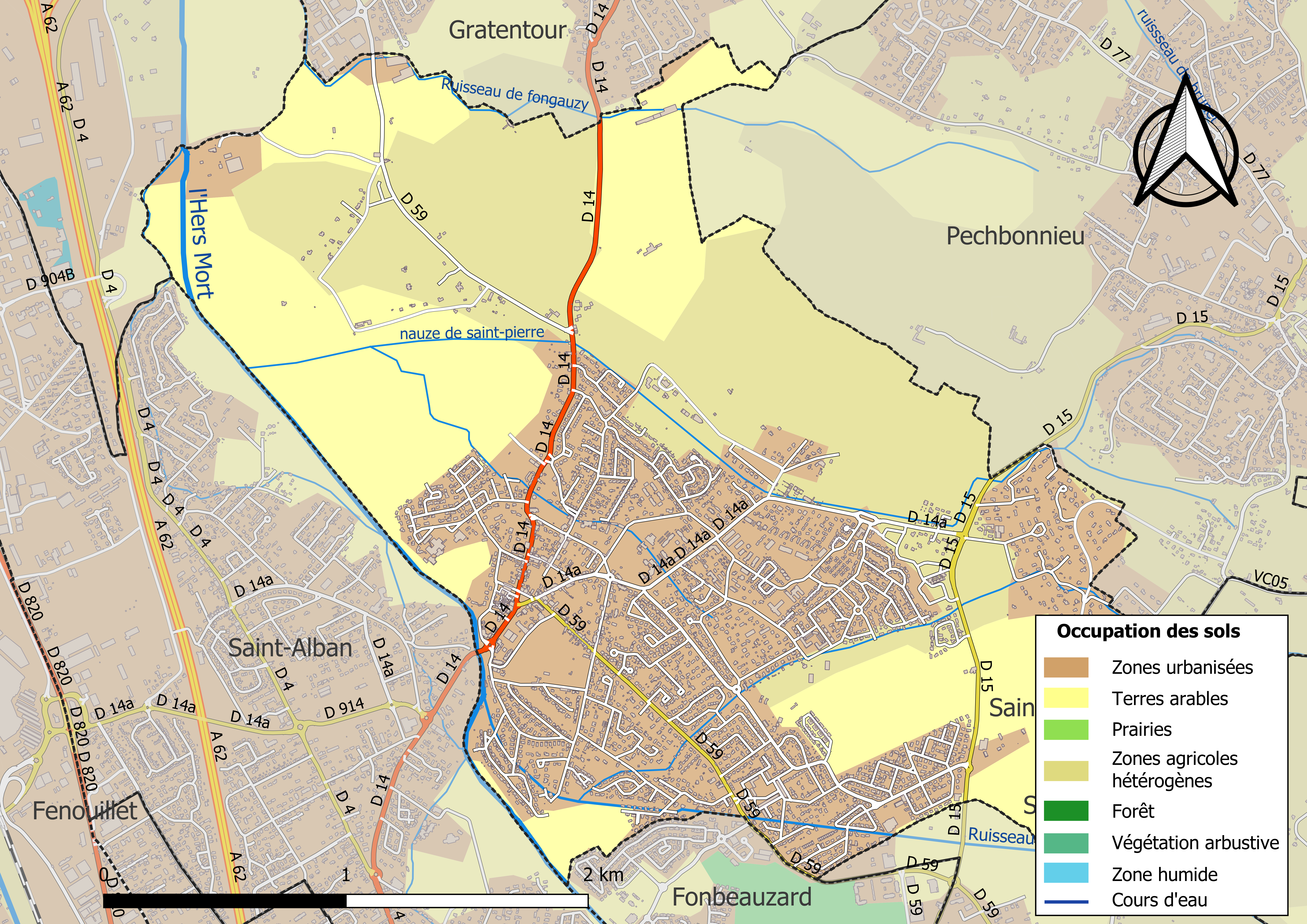
Carte des infrastructures et de l'occupation des sols de la commune en 2018 (CLC).

L'occupation des sols de la commune, telle qu'elle ressort de la base de données européenne d’occupation biophysique des sols Corine Land Cover (CLC), est marquée par l'importance des territoires agricoles (56,9 % en 2018), en diminution par rapport à 1990 (64 %). La répartition détaillée en 2018 est la suivante : 
zones urbanisées (42,1 %), terres arables (32,5 %), zones agricoles hétérogènes (24,4 %), zones industrielles ou commerciales et réseaux de communication (1 %). L'évolution de l’occupation des sols de la commune et de ses infrastructures peut être observée sur les différentes représentations cartographiques du territoire : la carte de Cassini (XVIIIe siècle), la carte d'état-major (1820-1866) et les cartes ou photos aériennes de l'IGN pour la période actuelle (1950 à aujourd'hui).

### Morphologie urbaine
Cette ville est de taille moyenne (plutôt un gros village), avec différents « quartiers » résidentiels dont Buffebiau et la Grave, quartier actuellement (2008) en cours d'extension avec un vaste projet d'implantation immobilier. La population y est assez jeune.

### Voies de communication et transports
L'accès à l'agglomération est facilité par l'autoroute A62,  11 Saint-Jory.
- La ligne 60 du réseau Tisséo relie la commune à la station Trois Cocus du métro de Toulouse depuis Saint Alban et en passant par Launaguet.
- La ligne 26 relie la station Borderouge à Montberon  en desservant les quartiers est de la commune
- La ligne 69 relie la station La Vache à Gratentour, Bruguières et Saint Alban en desservant le centre-ville de la commune.
- La ligne 113 relie Fenouillet à Pechbonnieu en desservant la commune d'est en ouest.
- La ligne 329 du réseau Arc-en-Ciel relie la station Borderouge à Cépet ou Vacquiers en desservant le centre-ville de Castelginest.

### Risques majeurs
Le territoire de la commune de Castelginest est vulnérable à différents aléas naturels : météorologiques (tempête, orage, neige, grand froid, canicule ou sécheresse), inondations et séisme (sismicité très faible). Il est également exposé à un risque technologique, la rupture d'un barrage. Un site publié par le BRGM permet d'évaluer simplement et rapidement les risques d'un bien localisé soit par son adresse soit par le numéro de sa parcelle.

#### Risques naturels
Certaines parties du territoire communal sont susceptibles d’être affectées par le risque d’inondation par débordement de cours d'eau, notamment l'Hers-Mort. La commune a été reconnue en état de catastrophe naturelle au titre des dommages causés par les inondations et coulées de boue survenues en 1982, 1994, 1995, 1997, 1999, 2008 et 2009,.

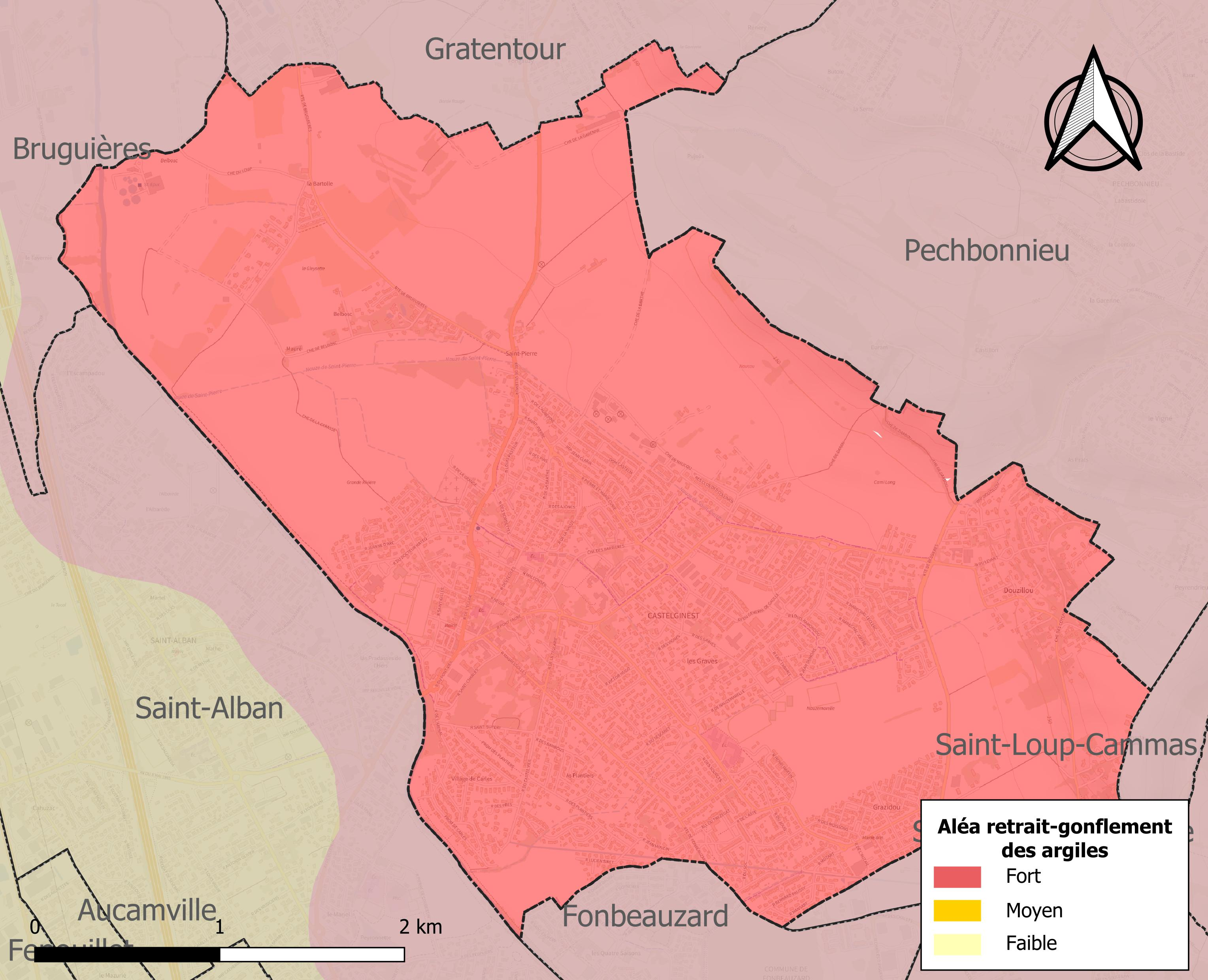
Carte des zones d'aléa retrait-gonflement des sols argileux de Castelginest.

Le retrait-gonflement des sols argileux est susceptible d'engendrer des dommages importants aux bâtiments en cas d’alternance de périodes de sécheresse et de pluie. La totalité de la commune est en aléa moyen ou fort (88,8 % au niveau départemental et 48,5 % au niveau national). Sur les 3 124 bâtiments dénombrés sur la commune en 2019, 3 124 sont en aléa moyen ou fort, soit 100 %, à comparer aux 98 % au niveau départemental et 54 % au niveau national. Une cartographie de l'exposition du territoire national au retrait gonflement des sols argileux est disponible sur le site du BRGM,.
Par ailleurs, afin de mieux appréhender le risque d’affaissement de terrain, l'inventaire national des cavités souterraines permet de localiser celles situées sur la commune.
Concernant les mouvements de terrains, la commune a été reconnue en état de catastrophe naturelle au titre des dommages causés par la sécheresse en 1989, 1991, 1997, 1998, 1999, 2002, 2003, 2011, 2015 et 2017 et par des mouvements de terrain en 1999.

#### Risques technologiques
La commune est en outre située en aval du barrage de l'Estrade sur la Ganguise (département de l'Aude). À ce titre elle est susceptible d’être touchée par l’onde de submersion consécutive à la rupture de cet ouvrage.

## Toponymie
Castelginest trouve son nom dans l'occitan, littéralement « Le Château des Genêts », emblème de la ville (« Castèl » (château) ; « Genèsta » (genêts)).

## Histoire
La petite église dédiée à saint Pierre, possession du monastère Saint-Sernin de Toulouse existait déjà en 960, sur le territoire de Vilaigo.

### Héraldique
| Castelginest | Son blasonnement est : écartelé, au premier d'azur au pont et au château de gueules, au deuxième et au troisième d'or plain, au quatrième d'azur aux genêts d'or; sur le tout, d'or à trois barres de sable. |

## Politique et administration

### Administration municipale
Le nombre d'habitants au recensement de 2017 étant compris entre 10 000 habitants et 19 999 habitants, le nombre de membres du conseil municipal pour l'élection de 2020 est de trente-trois,.

### Rattachements administratifs et électoraux
La commune fait partie de la cinquième circonscription de la Haute-Garonne de Toulouse Métropole et chef-lieu du canton de Castelginest (avant le redécoupage départemental de 2014, Castelginest faisait partie de l'ex-canton de Toulouse-14).

### Liste des maires

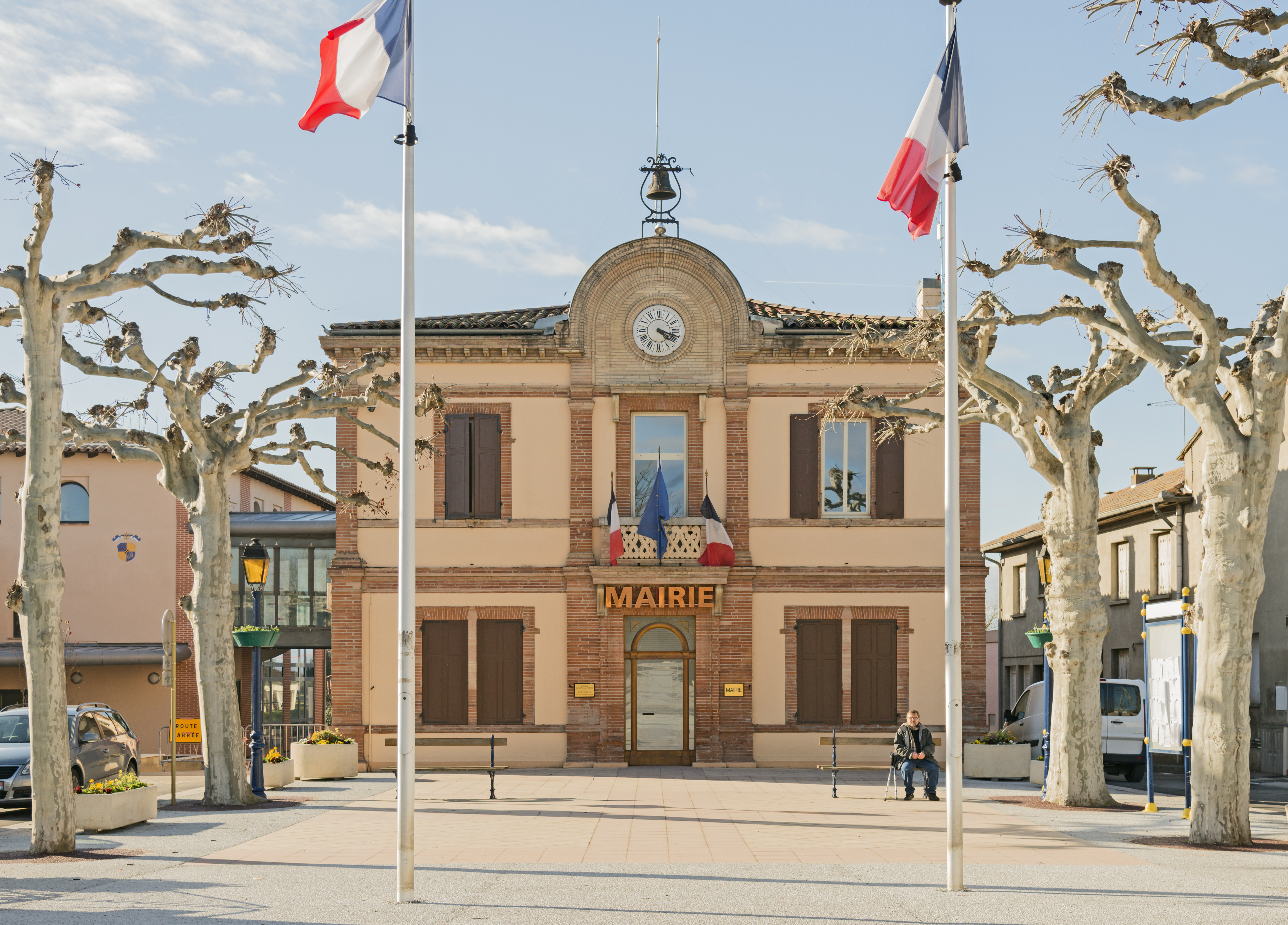
La mairie.

Réélu en 1989 avec une voix d'avance, Jean Laurent voit son élection annulée à la suite d'un recours de son adversaire socialiste Jacques Roger-Machart : si le tribunal administratif de Toulouse rejette ce recours, le Conseil d'État décide d'annuler le scrutin. Lors de l'élection partielle du 25 mars 1990, le maire sortant est battu et Jacques Roger-Machart remporte le scrutin avec 50,25 % des suffrages exprimés. Cependant, le 18 mai, le tribunal administratif annule cette élection partielle en raison de difficultés d'acheminement du courrier susceptibles d'avoir "altéré la régularité des opérations électorales". Le 17 février 1991, à l'issue du second tour, ce nouveau scrutin voit la victoire de Jean Laurent avec 50,49 %,.

### Jumelages
En 2017, la ville de Castelginest fêtait ses 30 ans de jumelage (depuis le 17 octobre 1987) avec la ville de  Ponte di Piave (Italie), commune du nord de l'Italie se trouvant dans la province de Trévise (Treviso).

## Population et société

### Démographie
L'évolution du nombre d'habitants est connue à travers les recensements de la population effectués dans la commune depuis 1793. Pour les communes de plus de 10 000 habitants les recensements ont lieu chaque année à la suite d'une enquête par sondage auprès d'un échantillon d'adresses représentant 8 % de leurs logements, contrairement aux autres communes qui ont un recensement réel tous les cinq ans,.

En 2022, la commune comptait 11 033 habitants, en évolution de +8,18 % par rapport à 2016 (Haute-Garonne : +8,02 %, France hors Mayotte : +2,11 %).
| 1793 | 1800 | 1806 | 1821 | 1831 | 1836 | 1841 | 1846 | 1851 |
| ---- | ---- | ---- | ---- | ---- | ---- | ---- | ---- | ---- |
| 462  | 377  | 365  | 415  | 443  | 491  | 459  | 464  | 464  |

| 1856 | 1861 | 1866 | 1872 | 1876 | 1881 | 1886 | 1891 | 1896 |
| ---- | ---- | ---- | ---- | ---- | ---- | ---- | ---- | ---- |
| 508  | 484  | 478  | 454  | 471  | 477  | 463  | 463  | 439  |

| 1901 | 1906 | 1911 | 1921 | 1926 | 1931 | 1936 | 1946 | 1954 |
| ---- | ---- | ---- | ---- | ---- | ---- | ---- | ---- | ---- |
| 412  | 413  | 437  | 493  | 495  | 520  | 542  | 593  | 669  |

| 1962 | 1968  | 1975  | 1982  | 1990  | 1999  | 2006  | 2011  | 2016   |
| ---- | ----- | ----- | ----- | ----- | ----- | ----- | ----- | ------ |
| 782  | 1 412 | 3 846 | 5 349 | 6 757 | 7 735 | 8 399 | 9 048 | 10 199 |

| 2021   | 2022   | - | - | - | - | - | - | - |
| ------ | ------ | - | - | - | - | - | - | - |
| 10 876 | 11 033 | - | - | - | - | - | - | - |

| selon la population municipale des années : | 1968 | 1975 | 1982 | 1990 | 1999 | 2006 | 2009 | 2013 |
| Rang de la commune dans le département      | 45   | 20   | 18   | 18   | 18   | 18   | 19   | 16   |
| Nombre de communes du département           | 592  | 582  | 586  | 588  | 588  | 588  | 589  | 589  |

## Économie

### Revenus
En 2018  (données Insee publiées en septembre 2021), la commune compte 4 718 ménages fiscaux, regroupant 10 675 personnes. La médiane du revenu disponible par unité de consommation est de 22 780 € (23 140 € dans le département). 57 % des ménages fiscaux sont imposés (55,3 % dans le département).

### Emploi
|                | 2008  | 2013  | 2018  |
| -------------- | ----- | ----- | ----- |
| Commune        | 6 %   | 8,7 % | 8,8 % |
| Département    | 7,7 % | 9,6 % | 9,3 % |
| France entière | 8,3 % | 10 %  | 10 %  |

En 2018, la population âgée de 15 à 64 ans s'élève à 6 716 personnes, parmi lesquelles on compte 80,2 % d'actifs (71,5 % ayant un emploi et 8,8 % de chômeurs) et 19,8 % d'inactifs,. Depuis 2008, le taux de chômage communal (au sens du recensement) des 15-64 ans est inférieur à celui de la France et du département.
La commune fait partie du pôle principal de l'aire d'attraction de Toulouse,. Elle compte 1 588 emplois en 2018, contre 1 508 en 2013 et 1 381 en 2008. Le nombre d'actifs ayant un emploi résidant dans la commune est de 4 846, soit un indicateur de concentration d'emploi de 32,8 % et un taux d'activité parmi les 15 ans ou plus de 62,7 %.
Sur ces 4 846 actifs de 15 ans ou plus ayant un emploi, 639 travaillent dans la commune, soit 13 % des habitants. Pour se rendre au travail, 84,3 % des habitants utilisent un véhicule personnel ou de fonction à quatre roues, 6,9 % les transports en commun, 5,7 % s'y rendent en deux-roues, à vélo ou à pied et 3,1 % n'ont pas besoin de transport (travail au domicile).
Selon l'Insee, la ville comptait 538 établissements actifs au 31 décembre 2011 :
- 56,3 % d'établissements dans le commerce, transports ou services divers, soit 302 entreprises. Parmi elles, seulement 13,9 % (soit 42) sont dans le commerce ;
- 1,5 % d'établissements dans l'agriculture ;
- 5,4 % d'établissements dans l'industrie ;
- 22,9 % des entreprises castelginestoises ont entre 1 et 9 salariés, principalement dans le service à la personne (puéricultrices) ou des auto-entrepreneurs ;
- 3,9 % des entreprises castelginestoises ont 10 salariés ou plus.

### Activités hors agriculture

#### Secteurs d'activités
689 établissements sont implantés  à Castelginest au 31 décembre 2019. Le tableau ci-dessous en détaille le nombre par secteur d'activité et compare les ratios avec ceux du département,.
| Secteur d'activité                                                                                        | Commune | Commune | Département |
| Secteur d'activité                                                                                        | Nombre  | %       | %           |
| --- | ------- | ------- | ----------- |
| Ensemble                                                                                                  | 689     | 100 %   | (100 %)     |
| Industrie manufacturière, industries extractives et autres                                                | 31      | 4,5 %   | (5,7 %)     |
| Construction                                                                                              | 104     | 15,1 %  | (12 %)      |
| Commerce de gros et de détail, transports, hébergement et restauration                                    | 166     | 24,1 %  | (25,9 %)    |
| Information et communication                                                                              | 18      | 2,6 %   | (4,1 %)     |
| Activités financières et d'assurance                                                                      | 21      | 3 %     | (3,8 %)     |
| Activités immobilières                                                                                    | 25      | 3,6 %   | (4,2 %)     |
| Activités spécialisées, scientifiques et techniques et activités de services administratifs et de soutien | 126     | 18,3 %  | (19,8 %)    |
| Administration publique, enseignement, santé humaine et action sociale                                    | 128     | 18,6 %  | (16,6 %)    |
| Autres activités de services                                                                              | 70      | 10,2 %  | (7,9 %)     |

Le secteur du commerce de gros et de détail, des transports, de l'hébergement et de la restauration est prépondérant sur la commune puisqu'il représente 24,1 % du nombre total d'établissements de la commune (166 sur les 689 entreprises implantées  à Castelginest), contre 25,9 % au niveau départemental.

#### Entreprises et commerces
Les cinq entreprises ayant leur siège social sur le territoire communal qui génèrent le plus de chiffre d'affaires en 2020 sont : 
- Canstel, supermarchés (11 116 k€) ;
- Family Web Diffusion, vente à distance sur catalogue spécialisé (2 314 k€) ;
- Attanasio Freres, mécanique industrielle (2 297 k€) ;
- Casdistri, supermarchés (1 975 k€) ;
- EURL Fricon Anciens ETS Gimet Jean, installation de machines et équipements mécaniques (1 238 k€).

### Agriculture
|               | 1988 | 2000 | 2010 | 2020 |
| ------------- | ---- | ---- | ---- | ---- |
| Exploitations | 20   | 9    | 5    | 2    |
| SAU (ha)      | 358  | 308  | 316  | 127  |

La commune est dans « les Vallées », une petite région agricole consacrée à la polyculture sur les plaines et terrasses alluviales qui s’étendent de part et d’autre des sillons marqués par la Garonne et l’Ariège. En 2020, l'orientation technico-économique de l'agriculture  sur la commune est la culture de céréales et/ou d'oléoprotéagineuses. Deux exploitations agricoles ayant leur siège dans la commune sont dénombrées lors du recensement agricole de 2020 (20 en 1988). La superficie agricole utilisée est de 127 ha,,.

## Vie pratique
Le marché de Castelginest se tient dans le centre-ville tous les samedis matin, de 8 h à 13 h.

### Enseignement
Castelginest fait partie de l'académie de Toulouse.
La ville possède deux écoles maternelles/primaire (une dans le quartier Buffebiau comprenant la maternelle et l'élémentaire, l'autre au centre comprenant l'école élémentaire Léonard de Vinci et près de la poste, la maternelle), ainsi qu'un collège « Jacques Mauré ».

### Service public
Castelginest a une gendarmerie, deux bureaux de poste (dont un ouvert seulement trois heures par jour), un poste de police municipale, et une mairie.

### Sports
- Marathon International de Toulouse Métropole.
- Un club de football, l'US Castelginest, qui évolue au niveau régional (Ligue Midi-Pyrénées).
- Un club de rugby, le Rugby Castelginest XV, qui évolue en 4e Série.
- Un club de tennis de table, le Castelginest Tennis de Table.
- Le complexe sportif du Centre & Le complexe sportif de Buffebiau avec Skate Parc.
- Un réseau cyclable  parcourant la ville.

### Culture
La ville est dotée de :
- un cinéma « Le Castélia » proche du centre-ville doté d'une salle de projection ;
- un centre culturel « Jean Laurent » avec au 1er étage une salle d'exposition, au rez-de-chaussée une bibliothèque ;
- une salle polyvalente, très utilisée par les nombreuses associations de la ville, située dans un grand parc ou vous trouverez également des jeux pour enfants.

La ville compte également de nombreuses associations œuvrant dans divers domaines de la culture (arts plastiques, littérature, chant, langues, couture...) telles que l'Alliance Franco-Italienne ou encore l'association Culture & Bibliothèque pour tous.

## Culture locale et patrimoine

### Lieux et monuments

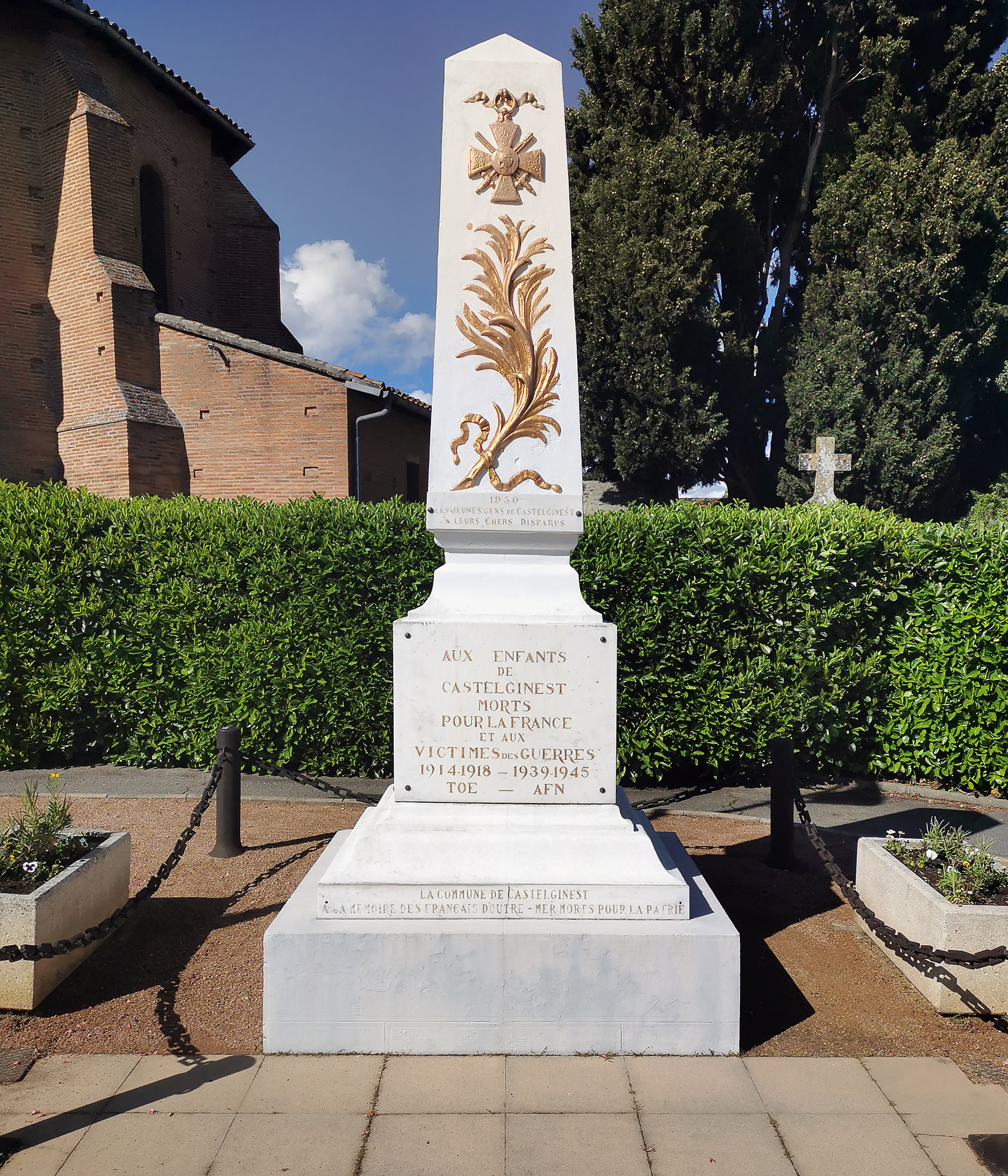
Le monument aux morts.
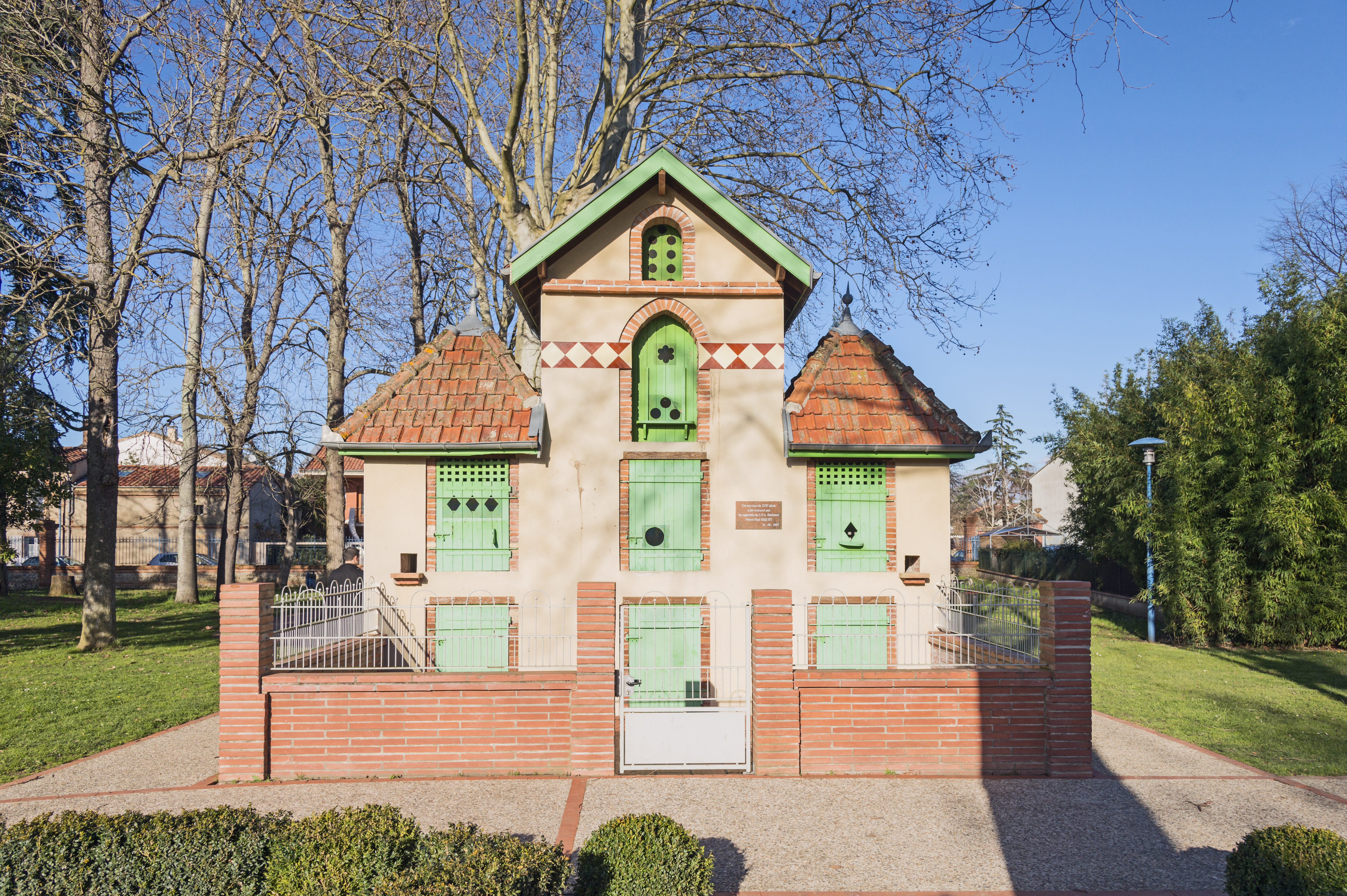
Le pigeonnier du parc Mauvezin.
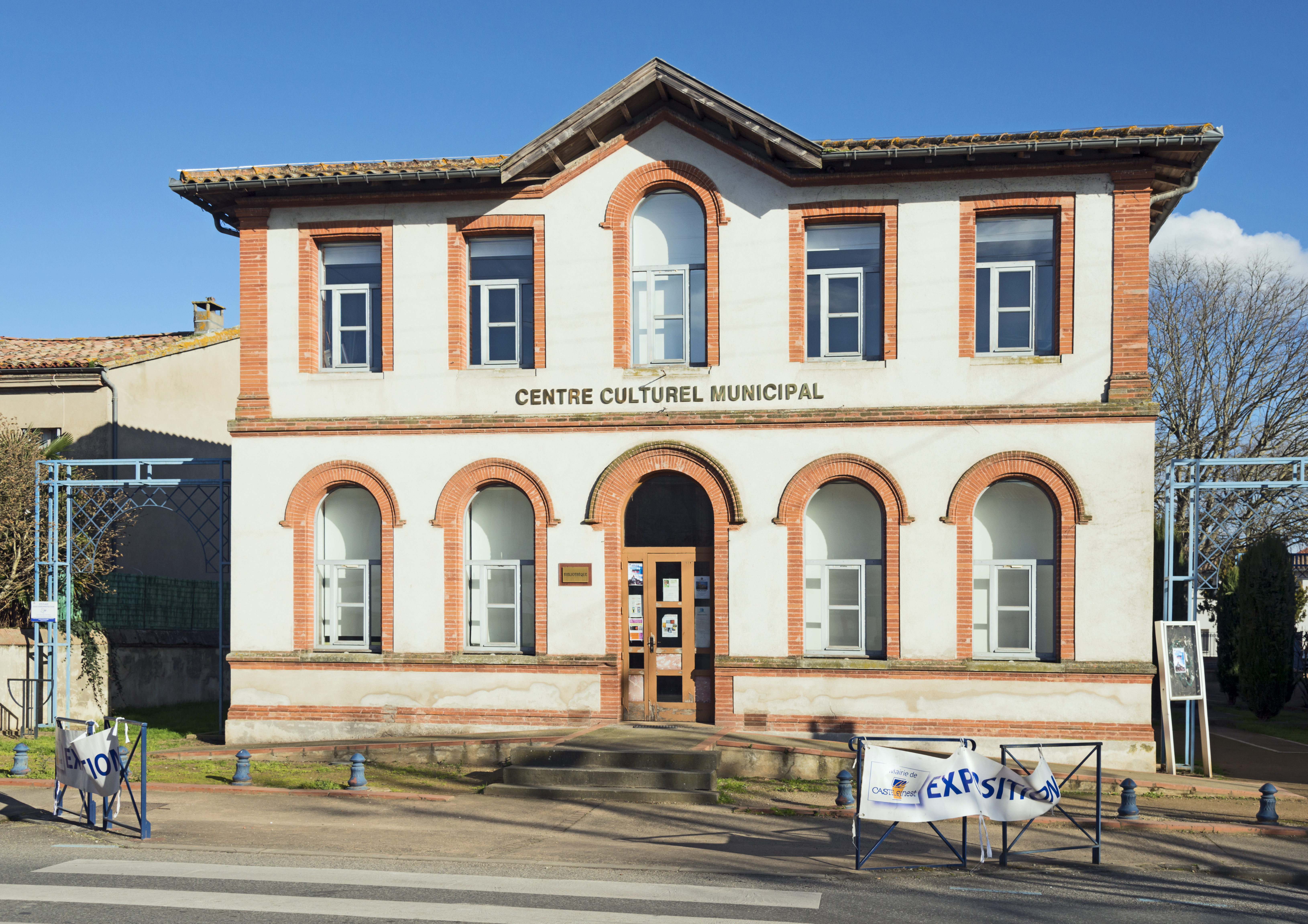
Le Centre culturel municipal.
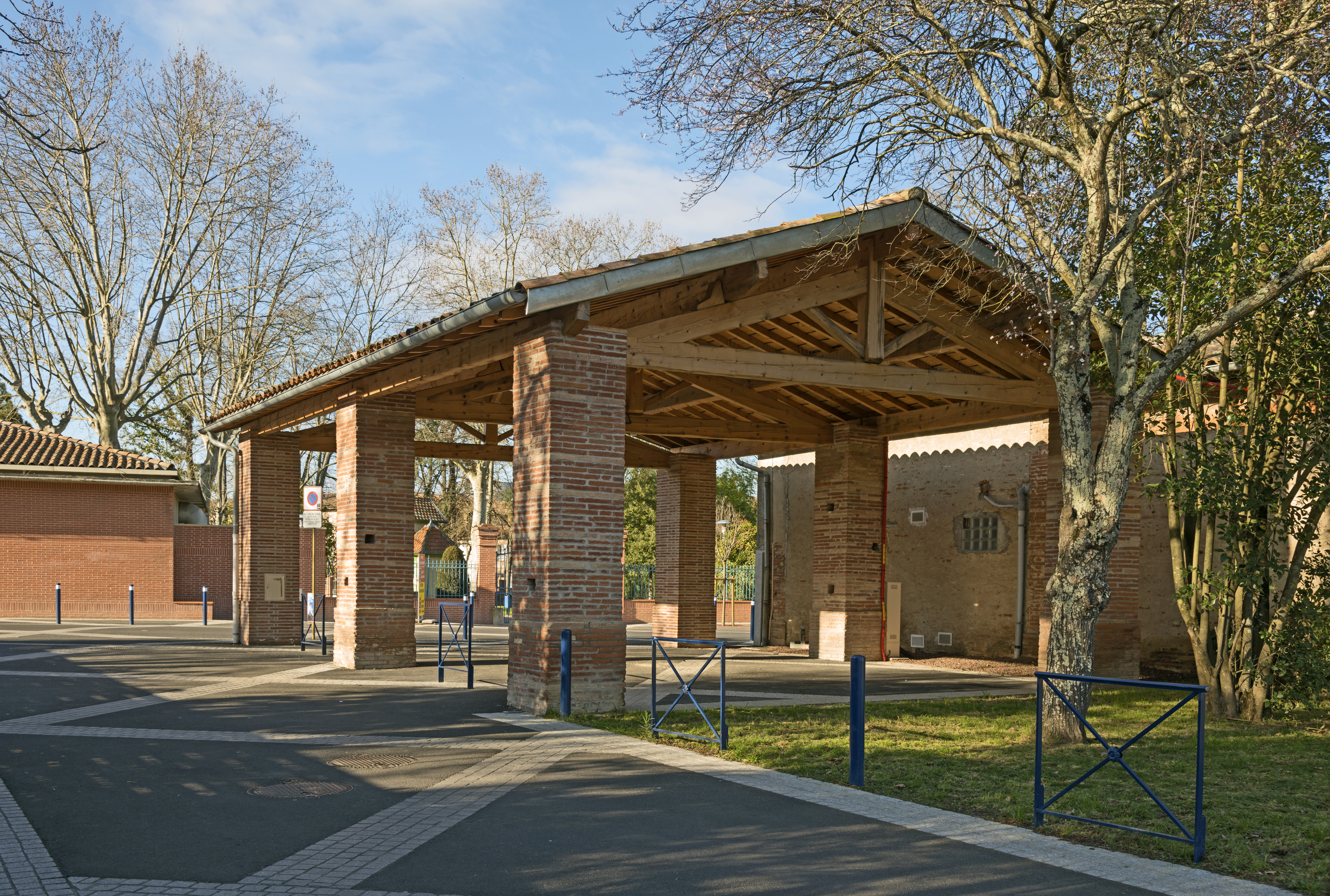
La halle.
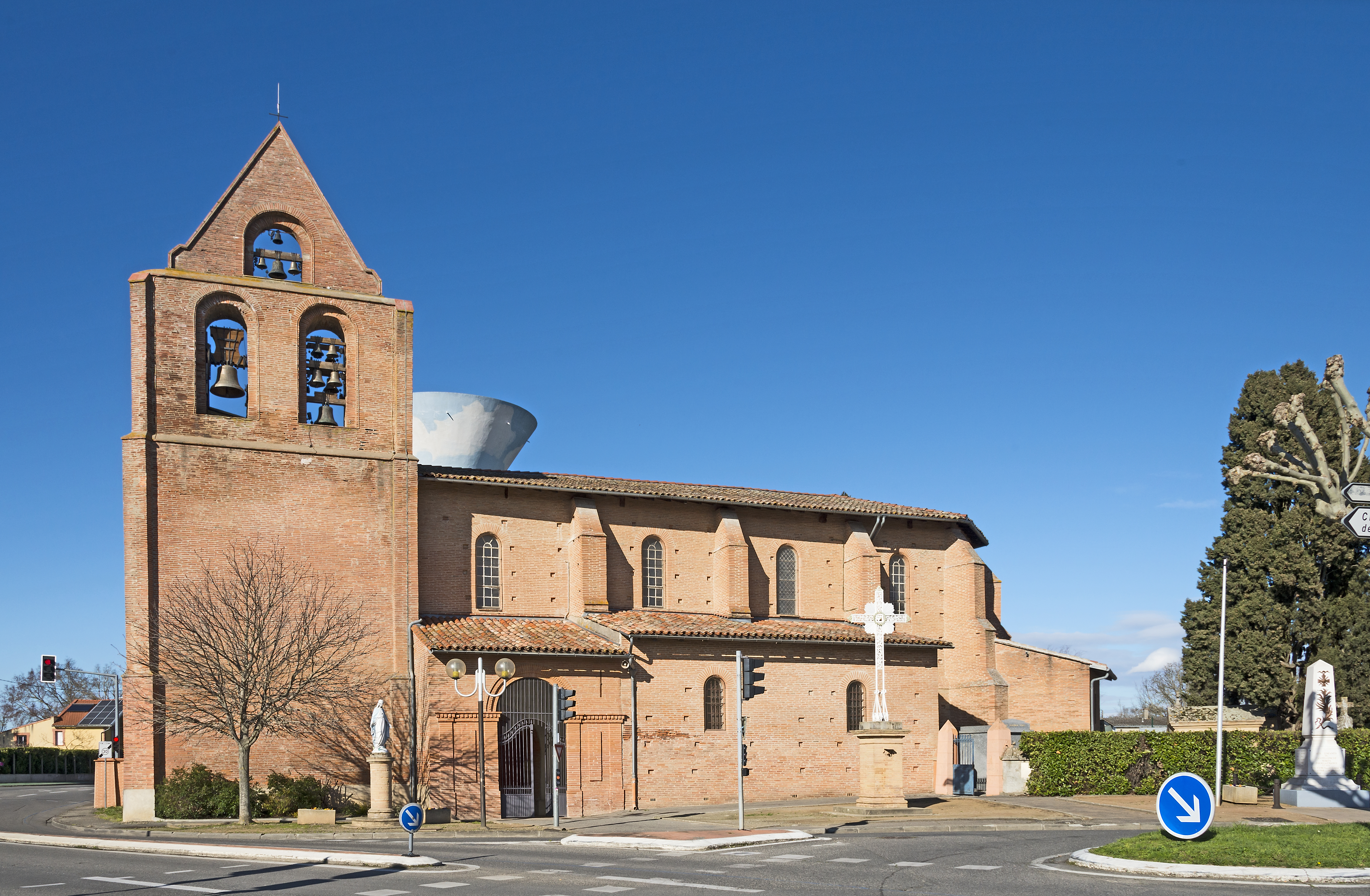
L'extérieur de l'église Saint-Étienne.
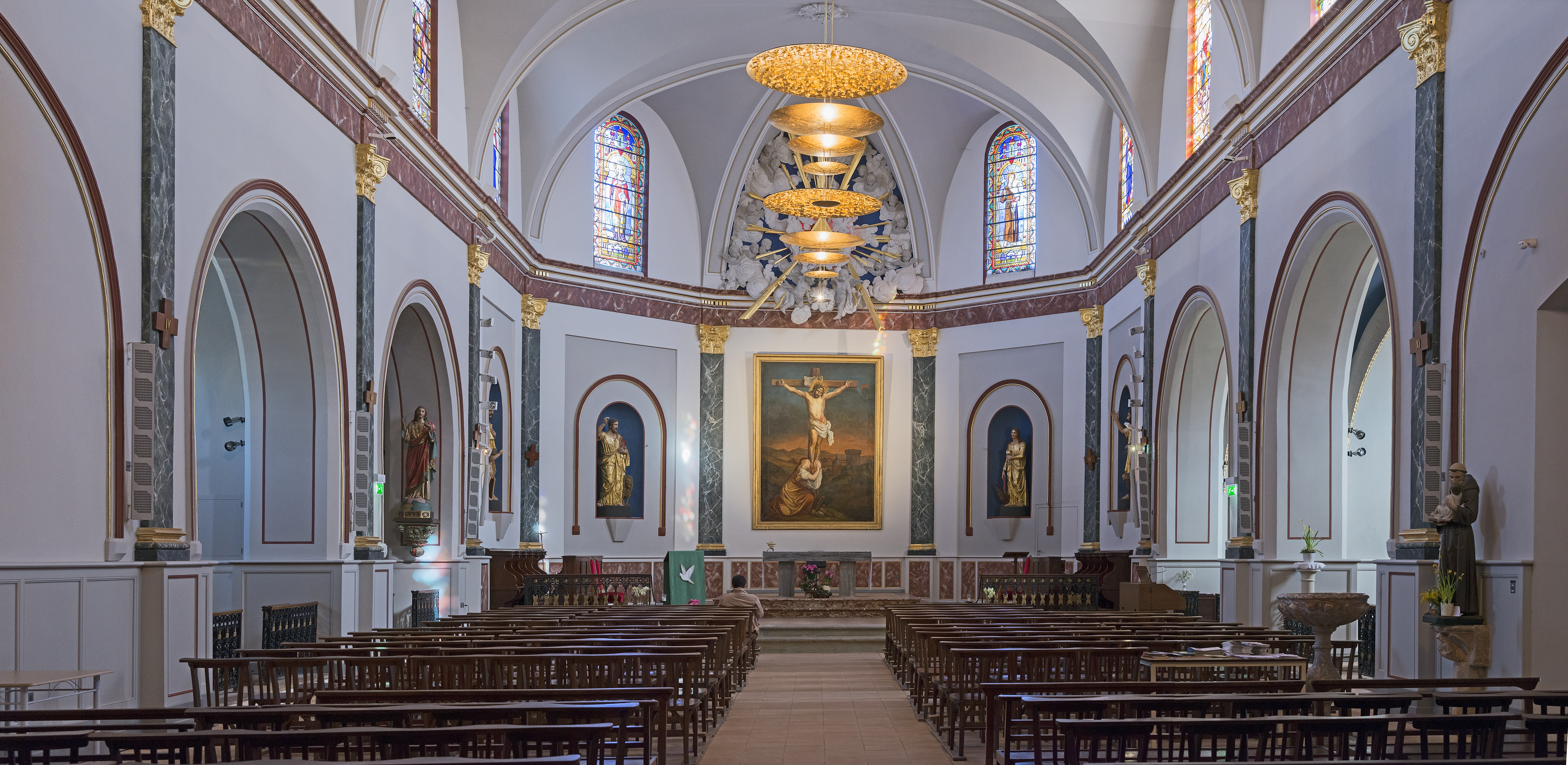
L'intérieur de l'église Saint-Étienne.
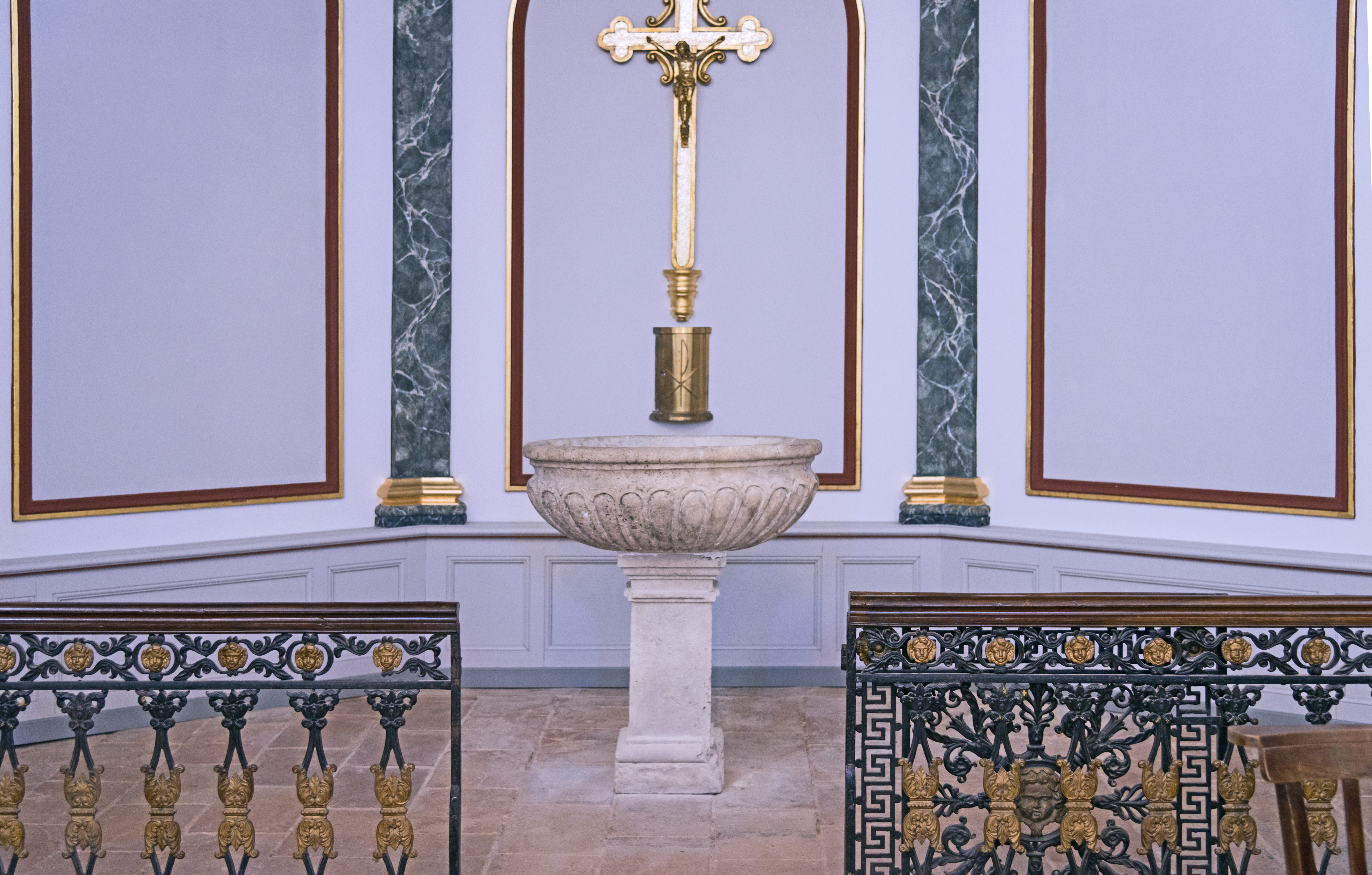
Les fonts baptismaux.

- Le parc Mauvezin.
- Église Saint-Étienne.

### Personnalités liées à la commune
- Pierre DORSINI Footballeur est meilleur buteur de l 'histoire du TFC
- Jacques-Jean Esquié architecte français du XIXe siècle, élève d'Urbain Vitry, principalement actif à Toulouse; on lui doit la Mairie-école de Castelginest.
- Tony Moggio.
- Patricia Karim. Actrice de théâtre et de cinéma.

## Pour approfondir